# 西山砂丘

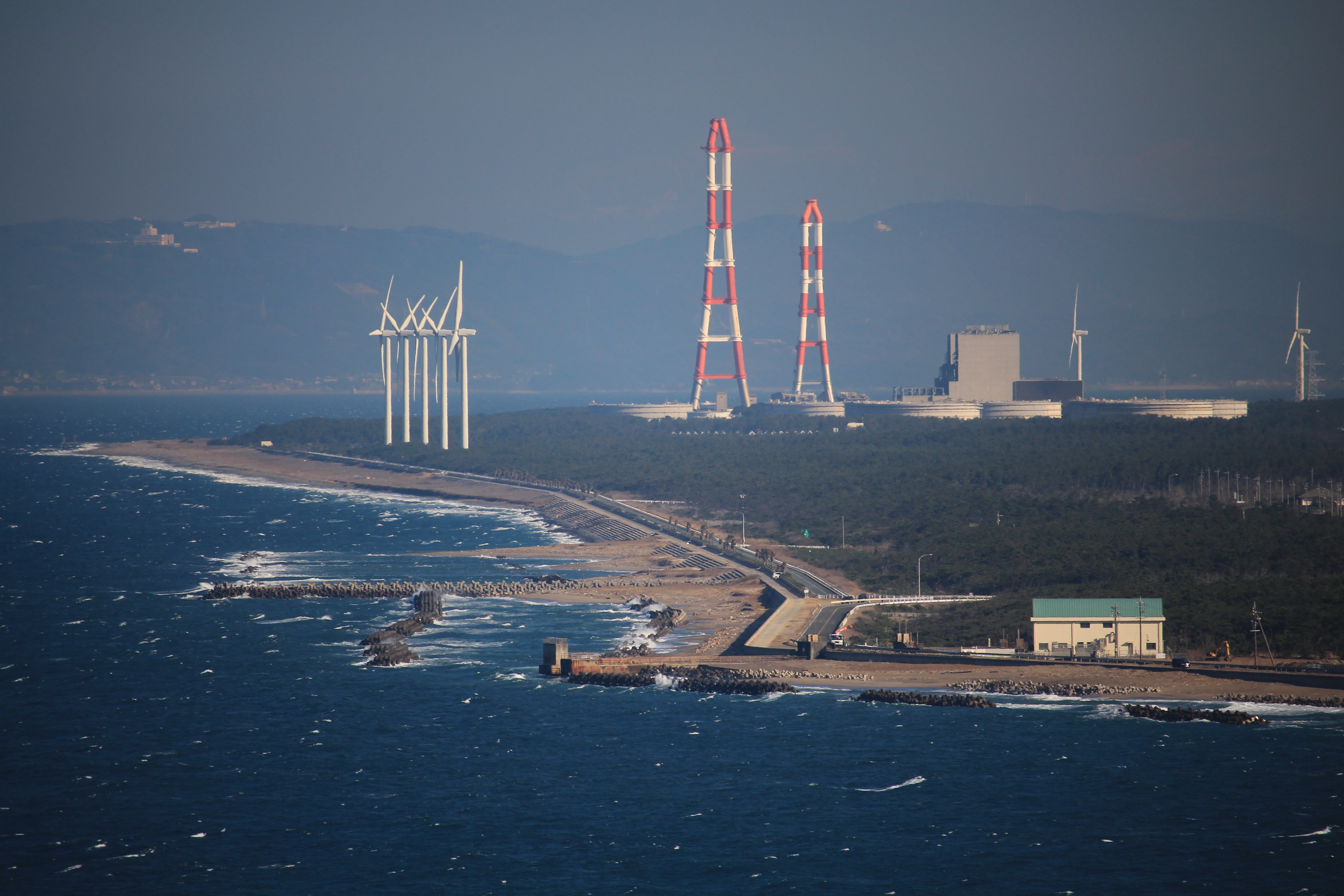
伊良湖岬から望む西山砂丘の松林、渥美火力発電所と立馬崎へと続く西ノ浜

西山砂丘（にしやまさきゅう）は、愛知県田原市にある砂丘。

## 概要
伊良湖岬と立馬崎間の全長9.2キロメートル、幅2キロメートルの砂丘。成立は完新世である。1945年（昭和20年）まで陸軍試砲場（伊良湖試験場）が置かれていた。1968年（昭和43年）の豊川用水通水により、一帯は畑地へと生まれ変わった。